# Warm Showers
Warm Showers is een sociaalnetwerksite voor gastvrijheid tussen fietsers. Het netwerk opereert vanuit de Verenigde Staten en is actief in 117 landen. Het is vergelijkbaar met CouchSurfing maar dan specifiek gericht op fietsvakanties.

## Geschiedenis
In 1993 werd Warm Showers opgericht door een Canadees koppel dat een database had opgezet. In 2005 werd op basis hiervan een website gelanceerd. In 2009 werd die uitgerust met opensourcesoftware en telde dat jaar 7500 leden. In 2012 kwam er een mobiele app. In 2014 waren er 50.000 leden en in 2018 waren die aangegroeid tot een gemeenschap van 80.000 fietsers. Hiervan zijn er wereldwijd zo een 20.000 actief.